# ミュージック・パワーステーション
『ミュージック・パワーステーション』（Music Power Station）はラジオ日本の音楽番組である。
番組内では、1960年代〜1980年代の洋楽・邦楽を中心に放送しているが、1950年代後半の曲や1990年代前半の曲あるいは同局が得意とする演歌・歌謡曲が放送されることもある。略称はMPS。2003年10月にナイターオフ番組として放送開始。ナイターインとなり雨傘番組として「スポーツ&ミュージック・パワーステーション」として引続き放送したところ好評だったことから、2004年10月4日に通年のレギュラー番組として復活、結局2011年3月31日まで放送された。

## タイムテーブル
- 12:00オープニング
- 12:03NONSTOP MUSIC

この番組の真骨頂。CMまでも少なめに次々音楽がかかる。選曲は洋邦問わず。
- 12:20MUSIC CALENDAR

放送日の過去に何があったか曲と共に紹介。洋楽中心。2009年3月までは12:43頃の放送であった。
- 12:30読売新聞ニュース・天気予報
- 12:35甲子園をめざして!（毎年5月中旬〜7月上旬に期間限定で放送）
  - 「甲子園をめざして!」放送期間中はニュースとMUSIC CALENDARが時間短縮。12時台POWERPLAY中止(2007年-2008年のみ)
- 12:40POWER PLAY

毎週一曲にスポットを当てて一日三回毎時オンエア。そのため例外的にワンコーラスで終わりのケースが多い。
記念すべき第一回パワープレイはラズベリーズの「Go All the Way」。
- 12:43今日のTODAY(2006年10月〜)

文字通り今日に起こった音楽関連のニュースを伝えるコーナー。2009年3月までは12:59頃の放送であった。
- - 時折12:00〜12:30は特別番組でカットされる場合あり。その際は以下のフォーマットに変更。

12:30読売新聞ニュース・天気予報(別枠)
12:40オープニング
12:43NONSTOP MUSIC
以降通常放送。
- 12:50NONSTOP MUSIC2
- 13:05聞かせて！あなたのリクエスト(2009年3月30日〜)

長年リクエストを受けつけないポリシーで来た番組であったが、1日1曲だけリスナーの曲にまつわる話とリクエストに応えるMPSで数少ない投稿コーナー。
- 13:10TODAYS SPECIAL

日替わりスペシャル・木曜日は特定のアーティスト・グループにスポットを特集する「アーティストスペシャル」
2008年10月から毎月第一週水曜日は「月刊カントリー・ミュージックの殿堂」と題し、カントリーミュージックを特集する。
- 13:50今日も日テレ 2008年4月以前は13:05頃の放送。
- 13:50読売新聞ニュース・天気予報
- 13:56POWER PLAY
- 13:59NONSTOP MUSIC3（夏季以外は14：06頃まで）

このコーナーの選曲は「COUNT DOWN TOP40」と実は微妙にリンクしている。COUNT DOWN TOP40が邦楽のチャートの場合、同じ年にヒットした洋楽ナンバーを、逆に洋楽チャートの場合は同様に同じ年にヒットした邦楽ナンバーをかける。後から始まるCOUNT DOWN TOP40の呼び水的なコーナーと言える。
- 14:06交通情報（神奈川県警・警視庁・千葉県警）
- 14:09ラジオ日本・特選！ラジオショッピング
  - 年始・祝日は放送無し。次の「COUNT DOWN TOP40」を繰り上げて枠拡大で放送。
- 14:15COUNT DOWN TOP40

ある特定の年、月の邦楽、または洋楽のTOP40を4日間かけてカウントダウンで紹介していく。ただし、40曲すべてはかからず、一部の曲のみ。毎月14日～22日のラジオ日本パワーアップウイーク期間中は14時22分を「ラジオ日本な時間」と称し、この時間にかかったアーティスト名をはがきに書いて送るとプレゼントがもらえるキャンペーンを行っている。
- 14:31 交通情報（神奈川県警）
- 14:34 コレクル！ (2006年4月3日〜)

MPSが厳選した新譜紹介コーナー「コレクル！」をスタート。
- 14:43NONSTOP MUSIC4

番組開始当初、このコーナーの選曲は邦楽オンリーだったが、現在は洋邦問わず。13時台のTODAYS SPECIALで紹介しきれなかった曲・関連する曲がかかる事が多い。
- 14:50 POWER PLAY・エンディング（2005年10月3日〜）

## 終了したコーナー
- 12:55あなたのメモリー(2005年10月3日〜2009年3月26日)

リスナーの思い出話にMPSスタッフが相応しいナンバーをチョイス。MPSで数少ない投稿コーナー。
- 13:09〜13:14 テレマートラジオショッピング(〜2007年1月31日)

テレマート社の不祥事により自然消滅。その後「東京タワーMPS生天気」が始まるまではプライムショッピング等
単発でラジオショッピングがあった。
- 13:10〜13:17 ちょっとブレイク！私のお気に入り(2009年3月30日〜2009年10月1日)

日替わりで女性リポーターが気になる話題を報告。
月曜日・鈴木久美子、火曜日・柴田千春、水曜日・山田美穂、木曜日・広瀬なおみ
- 13:16〜13:20 夢見るNo1(2006年10月〜2008年6月頃？)

1位（主に全米チャート）になった曲にまつわるエピソードを紹介するコーナー。洋楽オンリー。
- 13:10〜13:20 東京タワーMPS生天気(2008年3月31日〜2008年12月31日)

東京タワー展望台からの生中継。その時の展望台からの眺め、今後の東京地方の天気予報、展望台見学者へのインタビュー、見学者若しくは
展望台入口に設置してあるリクエストボックスからのリクエストという順で進行する。
リポーターはユッキー（月・火）星野卓也（水・木）
たまにゲストの関係かTODAYS SPECIALと順序を入れ替えて13:40頃から放送する事もあった。
- 14:00 クーマクールサマータウンリポート(2005年・2006年夏季のみ。2007年度以降は無し)

ラジオカーによるレポート。時節柄海岸からの中継が多かった。
- 14:25〜14:30 プレイバックジャイアンツ(2006年8月〜2006年10月)

昨日の読売ジャイアンツ戦のクライマックスシーンの紹介と当日のラジオ日本ジャイアンツナイターの中継カード紹介。
- 14:34赤坂泰彦のSUPER EVENT EXPLESS(2003年10月4日〜2006年3月30日)
- 14:50〜15:00 読売新聞ニュース・天気予報→POWER PLAY・エンディング(2003年10月4日〜2005年9月29日)

2005年10月3日以降はMPSを14:55で終了し、別枠として読売新聞ニュース・天気予報を放送。

## ディスクジョッキー
- 鈴木ダイ

## 放送時間
- 2003年9月22日〜2004年4月1日　月曜〜木曜18:00〜21:30
  - 金曜日は同時間にエド山口担当の「ミュージックパワーステーションフライデースペシャル・エド山口の歌謡曲大辞典！」を放送。
- 「スポーツ&ミュージックパワーステーション」2004年4月〜2004年9月　火曜〜日曜の不定期19:30〜21:00

野球中継が雨天中止で放送出来ない場合や中継するカードが無い場合に放送。内容はNONSTOP MUSICとミニ特集。
ラジオ関西とAM岐阜ラジオにもネットしていた。
- 2004年10月4日〜2005年9月29日　月曜〜木曜12:00〜15:00
  - 2005年9月末まではBS日テレのラジオ放送でサイマル放送していた。
- 2005年10月3日〜2011年3月　月曜〜木曜12:00〜14:55
  - 14時台のニュースが別枠化

## テーマソング
- 2003年9月22日〜2004年4月1日　『ナイト・イン・ニューヨーク』 エルボウ・ボーンズ&ザ・ラケッティアーズ
- 2004年10月4日〜2011年3月　『シュガーベイビーラブ』　ルベッツ

## 備考
- MPSのポリシーは「MoreMusic LessTalk」「出来るだけ完奏する」「伝えたい事は全て音楽に託す」「音楽に区別は無い」
- 永年「リクエストは受付けない」のポリシーを貫いて来たが、2006年7月に初めてのリクエスト大会を実施。2009年4月からリクエストコーナーを設置。
- 2003年度ナイターオフ放送時は毎正時に時報を入れていたが、昼番組になってからは出来るだけ音楽をきちんとオンエアーしたいというポリシーから枠内の時報は入れていない。
- 選曲は水曜が鈴木ダイで後は名前は伏せられているが、月曜・木曜がディレクターS、火曜がディレクターMとしている。

（2006年6月14日放送・ダイ談）傾向はロック好きのダイ担当の水曜はロックが多め、火曜日はブラックミュージックと昭和歌謡が多めとのこと。
- 鈴木ダイが西城秀樹の大ファンであることから、番組内で西城秀樹の曲がかかることが多い。また、他にKISS、エルビス・プレスリー、矢沢永吉の大ファンでもある。
- 基本は月曜日から木曜日まで年中無休の生放送だが、ラジオ日本の看板イベントが放送日に重複すると休止となる。
  - サッカー天皇杯実況中継(元日)
  - 箱根駅伝実況中継(1月2日・3日)
  - 中央競馬年始開催実況中継（中山金杯）
  - 中央競馬臨時開催実況中継
  - 中央競馬振替開催実況中継（予告無く中止する）
  - 巨人軍オープン戦実況中継
  - 全国高等学校野球選手権大会神奈川県大会決勝戦実況中継
- 2008年から月第三週目は「I LOVE MUSIC WEEK」（ダイは「愛音週間」とも呼ぶ）と題して一週間特定のテーマに沿った選曲を行う。
- 2011年3月31日に番組は終了したが、最終週のパワープレイはオープニングテーマであるルベッツの『シュガーベイビーラブ』、番組の最後を飾ったのは大塚博堂の『旅でもしようか』だった。